# Gonolobus germanianus
Gonolobus germanianus är en oleanderväxtart som beskrevs av G. Morillo. Gonolobus germanianus ingår i släktet Gonolobus och familjen oleanderväxter. Inga underarter finns listade i Catalogue of Life.